# Nyūbachi-bō

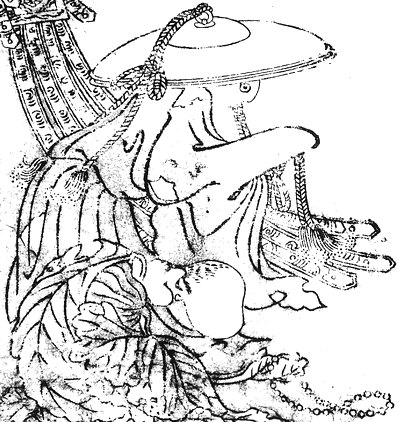
Nyūbachi-bō und Hyōtan-kozō, Illustration aus Sekiens Werk Gazu Hyakki Tsurezure Bukuro (百器徒然袋)

Der Nyūbachi-bō (jap. 乳鉢坊; wörtl. „Der Mönch mit der Zimbel“) ist ein fiktives Wesen der japanischen Folklore und ein eher harmloser Yōkai. Er gehört zur besonderen Gruppe der Tsukumogami („Artefakt-Geister“) und wird übersetzt auch „Mörser-Mönch“ genannt.

## Beschreibung
Der Nyūbachi-bō wird als übergroße, buddhistische Zimbel beschrieben, die über viele Jahre vernachlässigt wurde und deren Gegenstück verloren ging. Nach 100 Jahren erhielt sie dann eine eigene Seele und wurde so zum Tsukumogami. Nun verbirgt der Yōkai sein Gesicht unter der Zimbel, die er wie einen Reishut trägt. Er kleidet sich dabei in eine elegante Mönchsrobe. Im Gegensatz zu den meisten Tsukumogami, die den Menschen übel gesinnt sind, ist der Nyūbachi-bō scheu und zurückhaltend, er soll allerdings etwas schreckhaft sein. Chinesische und japanische Anekdoten berichten, dass der Nyūbachi-bō einen gewaltigen Lärm mache, wenn sich boshafte Geister nähern würden. Kluge Menschen täten also gut daran, auf die Warnungen dieses Yōkai zu hören. Dieser Aberglaube rührt von bestimmten, buddhistischen Begräbnis-Zeremonien her, bei denen Mönche große Zimbeln schlagen, um böse Geister von den Friedhöfen zu vertreiben.

## Hintergrund
Erstmals vorgestellt wird der Yōkai in Tosa Mitsunobus Werk Hyakki yagyō emaki (百鬼夜行絵巻, „Bebilderte Handrollen nächtlicher Prozessionen von 100 Geistern“) aus dem Jahr 1520. Der Tsukumogami wurde später von Toriyama Sekien in dessen Werk Gazu Hyakki Tsurezure Bukuro (百器徒然袋; „100 Dämonen im Handgepäck“) aus dem Jahr 1780 aufgegriffen und um einen Yōkai namens Hyōtan-kozō (瓢箪小僧; „Kalebassen-Junge“) ergänzt: Sekien erzählt, wie der Nyūbachi-bō beim Anblick des Kalebassengeistes sehr erschrak und dass er seine Zimbel so laut geschlagen habe, dass Sekien aus dem Schlaf schreckte.